# Haxhi Neziraj
Haxhi Neziraj (* 16. März 1993 in Luzern) ist ein albanisch-schweizerischer Fussballspieler. Der Mittelfeldakteur steht seit 2021 beim SC Buochs unter Vertrag.

## Karriere

### Verein
Seine Juniorenzeit verbrachte Haxhi Neziraj beim FC Hitzkirch und FC Luzern. Am 25. Mai 2013 unterschrieb er seinen ersten Profivertrag beim FC Luzern, wo er im Heimspiel gegen den FC Sion am 29. Mai 2013 in der Schweizer Super League debütierte. Bereits im zweiten Spiel am 1. Juni 2013 schoss er sein erstes Tor in der Super League beim 4:3-Auswärtssieg bei Servette FC Genève.
Er verlängerte seinen Vertrag im Sommer 2014 um drei Jahre bis am Ende Juni 2017. Nachdem er schon im September 2014 bis Juni 2015 an den FC Wohlen in die Challenge League ausgeliehen wurde, lieh in der FC Luzern am 20. Juli 2015 für ein weiteres Jahr bis Ende Juni 2016 in die Challenge League an den FC Schaffhausen aus. Im Februar 2017 wechselte Neziraj nach Albanien zu KS Flamurtari Vlora. Ab Januar 2018 stand er für anderthalb Jahre bei KF Drita unter Vertrag, wurde dort Meister und ging dann weiter zum KF Feronikeli. Seit 2021 ist er nun beim Viertligisten SC Buochs in der Schweiz aktiv.

### Nationalmannschaft
Neziraj absolvierte 2013 fünf Juniorenländerspiele für die albanische U-21-Nationalmannschaft.

## Erfolge
- Kosovarischer Meister: 2018